# Devlet Giray
Devlet Giray (* 1512; † 29. Juni 1577 in Bachtschyssaraj) war ab 1551 Khan der Krim.

## Leben
Devlet Giray wurde 1512 als Sohn Mübârek Girays geboren und 1532 von Saʿādet Giray zum Thronfolger (kalgay) ernannt. Während der Herrschaft seines Vorgängers, Sahib I. Giray, lebte Devlet mit Saʿādet Giray in Konstantinopel, wo er die osmanische Verwaltungspraxis erlernte.
Devlet Giray wurde 1551 mit osmanischer Unterstützung (das Krim-Khanat war ab 1475 ein osmanischer Vasallenstaat) zum Khan ernannt und führte die antirussische Politik seines Vorgängers fort. Er hatte viele Söhne, fünf von ihnen sollten in der Zeit von 1577 bis 1608 Khan der Krimtataren werden, darunter Fetih I. Giray.
1553 errichteten die Saporoger Kosaken unter Dmytro Wyschneweckyj einen vorgeschobenen Stützpunkt auf der Dnjepr-Insel Mala Chortyzja – als Bollwerk gegen die Krimtataren. In den Folgejahren kam es wiederholt zu Kämpfen zwischen den Krimtataren und den Saporoger Kosaken.
Am 24. Mai 1571 brannte Devlet Moskau nieder, die Hauptstadt des Zarentums Russland, was ihm den Beinamen taht-algan (Eroberer der Hauptstadt) einbrachte. Im Folgejahr 1572 erlitt er am 2. August jedoch eine verheerende Niederlage gegen die Russen bei Molodi in der Nähe von Moskau.
Die Ansprüche der Giray auf die von den Russen eroberten tatarischen Khanate Kasan und Astrachan konnte er militärisch nicht durchsetzen.